# Styrov
Styrov je malá vesnice, část obce Červený Újezd v okrese Benešov. Nachází se asi 1,5 km na severovýchod od Červeného Újezdu. V roce 2009 zde bylo evidováno 9 adres.
Styrov leží v katastrálním území Červený Újezd u Miličína o výměře 6,34 km².

## Historie
První písemná zmínka o vesnici pochází z roku 1318.